# Tournoi féminin de hockey sur glace aux Jeux olympiques d'hiver de 2010
Navigation
Turin - 2006 Sotchi - 2014
Le tournoi de hockey sur glace féminin aux Jeux olympiques de Vancouver a eu lieu du 13 au 25 février 2010.

## Qualifications
Huit places sont disponibles pour le tournoi de hockey sur glace féminin des Jeux d'hiver de Sotchi. Les équipes participantes sont déterminées selon un système de qualification basé sur le Classement IIHF 2008, établi à l'issue du championnat du monde joué cette même année. Les six premiers obtiennent directement une place aux Jeux. Les deux dernières sont distribuées aux vainqueurs des tournois de qualifications. 20 sélections y prennent part entre le 2 septembre 2008 et le 9 novembre 2008.
| Mode de qualification                                                         | Mode de qualification      |
| Qualification directe                                                         | Tournois qualificatifs     |
| ----------------------------------------------------------------------------- | -------------------------- |
| Canada (1er) États-Unis (2e) Finlande (3e) Suède (4e) Suisse (5e) Russie (6e) | Chine (8e) Slovaquie (17e) |

## Tournoi

### Format du tournoi
Les huit équipes participantes sont réparties en deux groupes de quatre. Ceux-ci sont déterminés en fonction du Classement IIHF 2008. Deux des quatre sélections occupant les premiers rangs sont placées dans le Groupe A tandis que les deux autres sont placées dans le Groupe B. Les quatre sélections restantes sont ensuite placées dans les groupes (2 dans chaque groupe). Chaque équipe affronte les adversaires de son propre groupe une fois. Un classement est ensuite établi. La répartition des points durant cette phase est la suivante : une victoire dans le temps règlementaire vaut 3 points, une victoire après une prolongation (mort subite) ou une séance de tirs au but 2 points, une défaite après une prolongation ou une séance de tirs au but 1 point, une défaite dans le temps règlementaire 0 point. Si deux équipes ou plus sont à égalité de points, seules les rencontres opposant les équipes concernées sont prises en compte pour les départager.
| Groupe A - Canada (Délégation) - Slovaquie (Délégation) - Suède (Délégation) - Suisse (Délégation) | Groupe B - Chine (Délégation) - Finlande (Délégation) - Russie (Délégation) - États-Unis (Délégation) |

Les deux premiers du Groupe A se qualifient et affrontent respectivement le deuxième et le premier du Groupe B en demi-finale. Les gagnants de demi-finales s'affrontent en finale tandis que les perdants s'affrontent pour la médaille de bronze. En parallèle, les deux derniers du Groupe A affrontent respectivement le troisième et quatrième du Groupe B. Les gagnants s'affrontent pour la cinquième place tandis que les perdants s'affrontent pour la septième place.

### Effectifs

#### Canada
- Gardiennes de but : Charline Labonté (Stars de Montréal), Kim St-Pierre (Université McGill), Shannon Szabados (Grant MacEwan).
- Défenseurs : Carla MacLeod (Calgary Oval X-Treme), Becky Kellar (Barracudas de	Burlington), Colleen Sostorics (Calgary Oval X-Treme), Meaghan Mikkelson (Chimos d'Edmonton), Catherine Ward (Université McGill), Tessa Bonhomme (Calgary Oval X-Treme).
- Attaquantes : Meghan Agosta (Mercyhurst College), Rebecca Johnston (Université Cornell), Cherie Piper (Calgary Oval X-Treme), Gillian Apps (Canadette-Thunder de Brampton), Caroline Ouellette (Stars de Montréal), Jayna Hefford (Canadette-Thunder de Brampton), Jennifer Botterill (Chiefs de Mississauga), Haley Irwin (Université de Minnesota-Duluth), Hayley Wickenheiser (Ekilstuna Linden), Sarah Vaillancourt (Université Harvard), Gina Kingsbury (Calgary Oval X-Treme), Marie-Philip Poulin (Dawson College).

#### Chine
- Gardiennes de but :Danni Han (Qiqihar), Dandan Jia (Harbin), Yao Shi (Harbin).
- Défenseurs : Na Jiang (Harbin), Zhixin Liu (Qiqihar), Yue Lou (Harbin), Xueting Qi (Harbin), Anqi Tan (Harbin), Nan Wang (Harbin), Baiwei Yu (Harbin), Shuang Zhang (Harbin).
- Attaquantes : Shanshan Cui (Harbin), Fujin Gao (Harbin), Haijing Huang (Harbin), Cui Huo (Harbin), Fengling Jin (Harbin), Rui Ma (Harbin), Ziwei Su (Harbin), Rui Sun (Harbin), Liang Tang (Harbin), Linuo Wang (Harbin), Ben Zhang (Harbin), Mengying Zhang (Qiqihar).

#### États-Unis
Annoncé le 17 décembre 2009.
- Gardiennes de but : Brianne McLaughlin (Université Robert Morris), Molly Schaus (Boston College), Jessie Vetter (Université du Wisconsin).
- Défenseurs : Kacey Bellamy (Université du New Hampshire), Caitlin Cahow (Université Harvard), Lisa Chesson (Université d'Ohio State), Molly Engstrom (Université du Wisconsin), Angela Ruggiero (Université Harvard), Kerry Weiland (Université du Wisconsin).
- Attaquantes : Julie Chu (Université Harvard), Natalie Darwitz (Université du Minnesota), Meghan Duggan (Université du Wisconsin), Hilary Knight (Université du Wisconsin), Jocelyne Lamoureux (Université du Dakota du Nord), Monique Lamoureux (Université du Dakota du Nord), Erika Lawler (Université du Wisconsin), Gigi Marvin (Université du Minnesota), Jenny Potter (Université de Minnesota Duluth), Kelli Stack (Boston College), Karen Thatcher (Providence College), Jinelle Zaugg-Siergiej (Université du Wisconsin).

#### Finlande
Annoncé le 13 janvier 2010.
- Gardiennes de but : Mira Kuisma (Kärpät Oulu), Anna Vanhatalo (Blues Espoo), Noora Räty (Golden Gophers du Minnesota).
- Défenseurs : Emma Laaksonen (Blues Espoo), Rosa Lindstedt (Ilves Tampere), Mariia Posa (Bulldogs de Minnesota-Duluth), Jenni Hiirikoski (Ilves Tampere), Terhi Mertanen (Blues Espoo), Saija Sirviö (Kärpät Oulu), Heidi Pelttari (Ilves Tampere)
- Attaquantes : Marjo Voutilainen (Blues Espoo), Venla Hovi (Ilves Tampere), Annina Rajahuhta (Ilves Tampere), Mari Saarinen (Ilves Tampere), Linda Välimäki (Ilves Tampere), Minnamari Tuominen (Buckeyes d'Ohio State), Michelle Karvinen (Rödovre), Saara Tuominen (Bulldogs de Minnesota-Duluth), Nina Tikkinen (Mavericks de Mankato State), Anne Helin (Kärpät Oulu), Karoliina Rantamäki (SKIF Nijni Novgorod).

#### Russie
Annoncé le 23 janvier 2010.
- Gardiennes de but : Irina Gachennikova (Tornado Dmitrov), Maria Onolbaïeva (Fakel Tcheliabinsk), Anna Prougova (Tornado Dmitrov).
- Défenseurs : Inna Dioubanok (Tornado Dmitrov), Aleksandra Kapoustina (SKIF Nijni Novgorod), Alena Khomitch (SKIF Nijni Novgorod), Olga Permiakova (Tornado Dmitrov), Kristina Petrovskaïa (Tornado Dmitrov), Zoïa Polounina (SKIF Nijni Novgorod)[2], Svetlana Tkatchiova (SKIF Nijni Novgorod).
- Attaquantes : Iekaterina Ananina (Spartak-Merkouri Iekaterinbourg), Tatiana Bourina (Tornado Dmitrov), Ioulia Deoulina (SKIF Nijni Novgorod), Ia Gavrilova (Tornado Dmitrov), Iekaterina Lebedeva (Dinamo Iekaterinbourg), Marina Serguina (Tornado Dmitrov), Iekaterina Smolentseva (Tornado Dmitrov), Olga Sossina (SKIF Nijni Novgorod), Tatiana Sotnikova (SKIF Nijni Novgorod), Svetlana Terenteva (SKIF Nijni Novgorod), Aleksandra Vafina (Fakel Tcheliabinsk).

- Blessée  : Anna Chtchoukina (SKIF Nijni Novgorod).

#### Suède
Annoncé le 3 décembre 2009.
- Gardiennes de but : Sara Grahn (Linköpings HC), Kim Martin (Université de Minnesota Duluth, États-Unis), Valentina Lizana (AIK Solna).
- Défenseurs : Frida Nevalainen (MODO Örnsköldsvik), Jenni Asserholt (Linköpings HC), Emilia Andersson (Segeltorps IF), Emma Eliasson (Brynäs Gävle), Gunilla Andersson (Segeltorps IF), Emma Nordin (MODO Örnsköldsvik).
- Attaquantes : Elin Holmlöv (Segeltorps IF), Maria Rooth (AIK Solna), Erika Holst (Segeltorps IF), Tina Enström (MODO Örnsköldsvik), Cecilia Östberg (Leksands IF), Isabelle Jordansson (AIK Solna), Erica Udén Johansson (Segeltorps IF), Katarina Timglas (AIK Solna), Pernilla Winberg (Segeltorps IF), Klara Myrén (Leksands IF), Frida Svedin Thunström (MODO Örnsköldsvik), Danijela Rundqvist (AIK Solna).

#### Slovaquie
- Gardiennes de but : Jana Budajova (HK Poprad), Monika Kvakova (Slovan Bratislava), Zuzana Tomcikova (Université Bemidji State).
- Défenseurs : Petra Babiakova (Slovan Bratislava), Barbora Bremova (Slovan Bratislava), Iveta Karafiatova (Linköpings HC), Michaela Matejova (SC Reinach), Petra Orszaghova (Slovan Bratislava), Edita Rakova (Slovan Bratislava).
- Attaquantes : Natalie Babonyova (Crush de Toronto), Nikoleta Celarova (Slovan Bratislava), Janka Culikova (Spisska Nova Ves), Nicol Cupkova (Slovan Bratislava), Anna Dzurnakova (Slovan Bratislava), Nikola Gapova (Slovan Bratislava), Maria Herichova (Slovan Bratislava), Petra Jurcova (Slovan Bratislava), Jana Kapustova (Tornado Moscou), Zuzana Moravcikova (Slovan Bratislava), Petra Pravlikova (Tornado Moscou), Martina Velickova (Slovan Bratislava).

#### Suisse
- Gardiennes de but : Sophie Anthamatten (EHC Saastal), Florence Schelling (Université Northeastern), Dominique Slongo (EHC Brandis).
- Défenseurs : Laura Benz (EHC Winterthur), Angela Frautschi (ZSC Lions), Julia Marty (Université Northeastern), Lucrèce Nussbaum (Université Saint-Thomas), Claudia Riechsteiner (SC Reinach), Sandra Thalmann (EHC Basel), Stefanie Wyss (EV Bomo Thun).
- Attaquantes : Sara Benz (EHC Winterthur), Nicole Bullo (HC Lugano), Melanie Häfliger (SC Reinach), Kathrin Lehmann (AIK Solna), Darcia Leimgruber (Université du Maine), Stefanie Marty (Université de Syracuse), Christine Meier (ZSC Lions), Katrin Nabholz (ZSC Lions), Laura Ruhnke (ZSC Lions), Anja Stiefel (SC Reinach), Sabrina Zollinger (EHC Winterthur).

### Résultats

#### Tour préliminaire

##### Groupe A
| 13 février 2010 | Suède | 3-0 (1-0, 1-0, 1-0) | Suisse | UBC Winter Sports Centre 5 222 spectateurs |

| Feuille de match | Feuille de match | Feuille de match | Feuille de match | Feuille de match                                           |
| ---------------- | --- | ---------------- | ---------------- | ---------------------------------------------------------- |
|                  | Rundqvist (Johansson, Thunström) — 12 min 31 s Enström (Östberg, Myrén) — 31 min 35 s Johansson (Nevalainen) — 41 min 50 s | 1-0 2-0 3-0      |                  | Arbitrage : Leah Wrazidlo Miyuki Nakayama et Kelli Rolstad |
| Martin           | Gardiens | Schelling        |                  | Arbitrage : Leah Wrazidlo Miyuki Nakayama et Kelli Rolstad |
| 14 min           | Pénalités | 6 min            |                  | Arbitrage : Leah Wrazidlo Miyuki Nakayama et Kelli Rolstad |
| 34               | Tirs | 16               |                  | Arbitrage : Leah Wrazidlo Miyuki Nakayama et Kelli Rolstad |

| 13 février 2010 | Canada | 18-0 (7-0, 6-0, 5-0) | Slovaquie | Canada Hockey Place 16 496 spectateurs |

| Feuille de match | Feuille de match | Feuille de match                                                                 | Feuille de match | Feuille de match                                                    |
| ---------------- | --- | -------------------------------------------------------------------------------- | ---------------- | ------------------------------------------------------------------- |
|                  | Irwin (Vaillancourt, Johnston) — 1 min 39 s Bonhomme (Hefford, MacLeod) — 3 min 6 s Agosta (Ouellette, Wickenheiser) — 5 min 38 s (SN) MacLeod (Bonhomme, Ouellette) — 8 min 21 s Agosta (Kellar, Sostorics) — 11 min 34 s Kingsbury (Piper, Apps) — 15 min 9 s Sostorics (Hefford, Agosta) — 16 min 20 s Vaillancourt (Johnston) — 23 min 42 s Poulin — 27 min 21 s (SN) Agosta (Hefford, Ouellette) — 30 min 19 s Hefford (Wickenheiser) — 32 min (IN) Ouellette (Apps, Sostorics) — 32 min 44 s (IN) MacLeod (Poulin, Sostorics) — 36 min 42 s Hefford (Agosta, MacLeod) — 44 min 23 s Irwin (Vaillancourt, Ward) — 44 min 37 s Piper (Wickenheiser) — 46 min 54 s Hefford (Ouellette, Kellar) — 51 min 3 s Kingsbury (Botterill) — 52 min 52 s | 1-0 2-0 3-0 4-0 5-0 6-0 7-0 8-0 9-0 10-0 11-0 12-0 13-0 14-0 15-0 16-0 17-0 18-0 |                  | Arbitrage : Joy Tottman Zuzana Arazimova et Meghan Margaret Hishmeh |
| St-Pierre        | Gardiens | Tomčíková                                                                        |                  | Arbitrage : Joy Tottman Zuzana Arazimova et Meghan Margaret Hishmeh |
| 10 min           | Pénalités | 12 min                                                                           |                  | Arbitrage : Joy Tottman Zuzana Arazimova et Meghan Margaret Hishmeh |
| 67               | Tirs | 9                                                                                |                  | Arbitrage : Joy Tottman Zuzana Arazimova et Meghan Margaret Hishmeh |

| 15 février 2010 | Suisse | 1-10 (0-2, 1-3, 0-5) | Canada | UBC Winter Sports Centre 5 413 spectateurs |

| Feuille de match                           | Feuille de match                             | Feuille de match                             | Feuille de match | Feuille de match                                           |
| ------------------------------------------ | -------------------------------------------- | -------------------------------------------- | --- | ---------------------------------------------------------- |
|                                            | Leimgruber (Lehmann, S. Marty) — 39 min 46 s | 0-1 0-2 0-3 0-4 0-5 1-5 1-6 1-7 1-8 1-9 1-10 | Apps (Kingsbury, Piper) — 6 min 27 s (SN) Vaillancourt (Johnston) — 14 min 25 s Piper (Wickenheiser) — 22 min 19 s Agosta (Ward, Ouellette) — 28 min 8 s Agosta (Ouellette, Hefford) — 31 min 15 s Hefford (Wickenheiser) — 40 min 54 s (IN) Ward — 49 min 8 s Poulin — 49 min 27 s Johnston (Vaillancourt, Kellar) — 50 min 43 s Wickenheiser (Piper, Apps) — 51 min 55 s | Arbitrage : Nicole Hertrich Anna Majapuro et Kelli Rolstad |
| Schelling (51 min 55 s) Slongo (8 min 5 s) | Gardiens                                     | Szabados                                     | | Arbitrage : Nicole Hertrich Anna Majapuro et Kelli Rolstad |
| 8 min                                      | Pénalités                                    | 10 min                                       | | Arbitrage : Nicole Hertrich Anna Majapuro et Kelli Rolstad |
| 12                                         | Tirs                                         | 62                                           | | Arbitrage : Nicole Hertrich Anna Majapuro et Kelli Rolstad |

| 15 février 2010 | Suède | 6-2 (3-2, 1-0, 2-0) | Slovaquie | UBC Winter Sports Centre 5 323 spectateurs |

| Feuille de match | Feuille de match | Feuille de match                | Feuille de match                                                                           | Feuille de match                                                  |
| ---------------- | --- | ------------------------------- | ------------------------------------------------------------------------------------------ | ----------------------------------------------------------------- |
|                  | Winberg (Holmlöv, Holst) — 5 min 1 s (SN) Winberg (Eliasson, Holmlöv) — 12 min 11 s (SN) Asserholt (Myrén, Östberg) — 16 min 7 s Winberg (E. Andersson) — 29 min 7 s Holmlöv (Holst, G. Andersson) — 46 min 8 s (SN) Winberg (Nordin) — 53 min 20 s | 1-0 1-1 2-1 2-2 3-2 4-2 5-2 6-2 | Džurňáková (Babonyová, Herichová) — 9 min 52 s Čupková (Čulíková, Kapustová) — 13 min 29 s | Arbitrage : Aina Høve Zuzana Arazimova et Meghan Margaret Hishmeh |
| Grahn            | Gardiens | Tomčíková                       |                                                                                            | Arbitrage : Aina Høve Zuzana Arazimova et Meghan Margaret Hishmeh |
| 10 min           | Pénalités | 16 min                          |                                                                                            | Arbitrage : Aina Høve Zuzana Arazimova et Meghan Margaret Hishmeh |
| 48               | Tirs | 16                              |                                                                                            | Arbitrage : Aina Høve Zuzana Arazimova et Meghan Margaret Hishmeh |

| 17 février 2010 | Canada | 13-1 (5-0, 7-0, 1-1) | Suède | UBC Winter Sports Centre 5 483 spectateurs |

| Feuille de match                            | Feuille de match | Feuille de match                                             | Feuille de match                               | Feuille de match                                         |
| ------------------------------------------- | --- | ------------------------------------------------------------ | ---------------------------------------------- | -------------------------------------------------------- |
|                                             | Agosta (Piper, Ouellette) — 6 min 58 s Poulin (Agosta, Wickenheiser) — 9 min 16 s Piper (Wickenheiser, Sostorics) — 13 min Vaillancourt (Johnston, Sostorics) — 15 min 27 s Bonhomme (Agosta) — 15 min 57 s Agosta (Hefford) — 21 min 6 s Hefford (Ouellette, Kellar) — 25 min 14 s Wickenheiser (Apps) — 25 min 36 s Apps (Irwin, Piper) — 26 min 13 s Agosta (Ouellette) — 27 min 59 s (SN) Piper (Wickenheiser) — 29 min 17 s Irwin (Vaillancourt, Ward) — 31 min 43 s (SN) Apps (MacLeod, Wickenheiser) — 47 min 43 s | 1-0 2-0 3-0 4-0 5-0 6-0 7-0 8-0 9-0 10-0 11-0 12-0 13-0 13-1 | Timglas (Jordansson, Rooth) — 52 min 16 s (SN) | Arbitrage : Leah Wrazidlo Anna Majapuro et Kelli Rolstad |
| St-Pierre (40 min 0 s) Labonté (20 min 0 s) | Gardiens | Martin (28 min 47 s) Grahn (31 min 13 s)                     |                                                | Arbitrage : Leah Wrazidlo Anna Majapuro et Kelli Rolstad |
| 8 min                                       | Pénalités | 16 min                                                       |                                                | Arbitrage : Leah Wrazidlo Anna Majapuro et Kelli Rolstad |
| 52                                          | Tirs | 13                                                           |                                                | Arbitrage : Leah Wrazidlo Anna Majapuro et Kelli Rolstad |

| 17 février 2010 | Slovaquie | 2-5 (1-0, 0-1, 1-4) | Suisse | UBC Winter Sports Centre 5 272 spectateurs |

| Feuille de match | Feuille de match                                                            | Feuille de match            | Feuille de match | Feuille de match                                       |
| ---------------- | --------------------------------------------------------------------------- | --------------------------- | --- | ------------------------------------------------------ |
|                  | Čulíková (Čupková) — 7 min 10 s Čulíková (Kapustová, Čupková) — 40 min 19 s | 1-0 1-1 2-1 2-2 2-3 2-4 2-5 | S. Marty — 35 min 39 s S. Marty (Nussbaum) — 50 min 35 s Benz (Meier, Schelling) — 51 min 18 s Lehmann (Leimgruber) — 56 min 28 s (IN) S. Marty (Hafliger, Benz) — 58 min 25 s | Arbitrage : Ulla Sipilä Annica Floeden et Kerri Rumble |
| Tomčíková        | Gardiens                                                                    | Schelling                   | | Arbitrage : Ulla Sipilä Annica Floeden et Kerri Rumble |
| 12 min           | Pénalités                                                                   | 12 min                      | | Arbitrage : Ulla Sipilä Annica Floeden et Kerri Rumble |
| 33               | Tirs                                                                        | 45                          | | Arbitrage : Ulla Sipilä Annica Floeden et Kerri Rumble |

| Clt   | Équipe    | PJ | V | VP | D | DP | BP | BC | Diff | Pts |
| ----- | --------- | -- | - | -- | - | -- | -- | -- | ---- | --- |
| +001, | Canada    | 3  | 3 | 0  | 0 | 0  | 41 | 2  | +39  | 9   |
| +002, | Suède     | 3  | 2 | 0  | 1 | 0  | 10 | 15 | -5   | 6   |
| +003, | Suisse    | 3  | 1 | 0  | 2 | 0  | 6  | 15 | -9   | 3   |
| +004, | Slovaquie | 3  | 0 | 0  | 3 | 0  | 4  | 29 | -25  | 0   |

- Qualifiés pour les demi-finales
- Reversés dans les matchs de classement pour la 5e place

##### Groupe B
| 14 février 2010 | États-Unis | 12-1 (5-0, 3-0, 4-1) | Chine | UBC Winter Sports Centre 5 278 spectateurs |

| Feuille de match                   | Feuille de match | Feuille de match                                        | Feuille de match                 | Feuille de match                                           |
| ---------------------------------- | --- | ------------------------------------------------------- | -------------------------------- | ---------------------------------------------------------- |
|                                    | Ruggiero — 2 min 50 s Stack (Chu) — 9 min 56 s Potter (M. Lamoureux) — 14 min 22 s Duggan (Stack, Darwitz) — 17 min 40 s (SN) Potter (Knight, M. Lamoureux) — 18 min 1 s Potter (Engstrom, Chesson) — 21 min 18 s (SN) Chesson (Marvin, Chu) — 23 min 46 s J. Lamoureux (Thatcher) — 39 min 39 s Duggan (Marvin, Potter) — 43 min 59 s Engstrom (Potter, M. Lamoureux) — 50 min 43 s Darwitz (M. Lamoureux, Weiland) — 54 min 43 s Chu (Darwitz) — 59 min 21 s | 1-0 2-0 3-0 4-0 5-0 6-0 7-0 8-0 9-0 10-0 11-0 11-1 12-1 | Jin (Ma, Sun) — 57 min 39 s (SN) | Arbitrage : Ulla Sipilä Annica Floeden et Malene Skovbakke |
| Schaus (52 min) McLaughlin (8 min) | Gardiens | Shi                                                     |                                  | Arbitrage : Ulla Sipilä Annica Floeden et Malene Skovbakke |
| 8 min                              | Pénalités | 12 min                                                  |                                  | Arbitrage : Ulla Sipilä Annica Floeden et Malene Skovbakke |
| 61                                 | Tirs | 7                                                       |                                  | Arbitrage : Ulla Sipilä Annica Floeden et Malene Skovbakke |

| 15 février 2010 | Finlande | 5-1 (1-1, 2-0, 2-0) | Russie | UBC Winter Sports Centre 5 275 spectateurs |

| Feuille de match | Feuille de match | Feuille de match        | Feuille de match                   | Feuille de match                                              |
| ---------------- | --- | ----------------------- | ---------------------------------- | ------------------------------------------------------------- |
|                  | Sirviö (Saarinen, Välimäki) — 9 min 30 s (SN) Voutilainen (Rantamäki) — 23 min 59 s Hovi (Hiirikoski) — 37 min 36 s Tikkinen (S. Tuominen, Karvinen) — 42 min 25 s Tikkinen (Pelttari, Karvinen) — 49 min 32 s | 0-1 1-1 2-1 3-1 4-1 5-1 | Vafina (Bourina) — 6 min 11 s (SN) | Arbitrage : Mary Anne Gage Heather Richardson et Kerri Rumble |
| Räty             | Gardiens | Gachennikova            |                                    | Arbitrage : Mary Anne Gage Heather Richardson et Kerri Rumble |
| 14 min           | Pénalités | 12 min                  |                                    | Arbitrage : Mary Anne Gage Heather Richardson et Kerri Rumble |
| 34               | Tirs | 14                      |                                    | Arbitrage : Mary Anne Gage Heather Richardson et Kerri Rumble |

| 16 février 2010 | Russie | 0-13 (0-5, 0-7, 0-1) | États-Unis | UBC Winter Sports Centre 5 365 spectateurs |

| Feuille de match                      | Feuille de match | Feuille de match                                        | Feuille de match | Feuille de match                                                 |
| ------------------------------------- | ---------------- | ------------------------------------------------------- | --- | ---------------------------------------------------------------- |
|                                       |                  | 0-1 0-2 0-3 0-4 0-5 0-6 0-7 0-8 0-9 0-10 0-11 0-12 0-13 | M. Lamoureux (J. Lamoureux, Stack) — 2 min 19 s Potter (Knight) — 5 min 48 s (IN) Thatcher (Potter, Knight) — 9 min 54 s Cahow (Stack, Darwitz) — 12 min 57 s (SN) Potter (Knight) — 15 min 56 s (SN) Ruggiero (Chu, Darwitz) — 20 min 34 s (SN) Stack (M. Lamoureux) — 23 min 16 s (SN) J. Lamoureux — 26 min 1 s Darwitz (Cahow) — 27 min 50 s (SN) Darwitz (Knight) — 31 min (IN) Potter (Thatcher, Bellamy) — 31 min 46 s Engstrom (Chesson) — 33 min 32 s (SN) Chesson (Stack) — 41 min 5 s | Arbitrage : Nicole Hertrich Annica Floeden et Heather Richardson |
| Prougova (31 min) Onolbaïeva (29 min) | Gardiens         | Vetter                                                  | | Arbitrage : Nicole Hertrich Annica Floeden et Heather Richardson |
| 16 min                                | Pénalités        | 10 min                                                  | | Arbitrage : Nicole Hertrich Annica Floeden et Heather Richardson |
| 7                                     | Tirs             | 34                                                      | | Arbitrage : Nicole Hertrich Annica Floeden et Heather Richardson |

| 16 février 2010 | Finlande | 2-1 (0-1, 2-0, 0-0) | Chine | UBC Winter Sports Centre 5 317 spectateurs |

| Feuille de match | Feuille de match                                                     | Feuille de match | Feuille de match           | Feuille de match                                            |
| ---------------- | -------------------------------------------------------------------- | ---------------- | -------------------------- | ----------------------------------------------------------- |
|                  | Rantamäki (Pelttari, Lindstedt) — 29 min 13 s (SN) Hovi — 34 min 2 s | 0-1 1-1 2-1      | Wang L. — 18 min 10 s (IN) | Arbitrage : Joy Tottman Miyuki Nakayama et Malene Skovbakke |
| Räty             | Gardiens                                                             | Shi              |                            | Arbitrage : Joy Tottman Miyuki Nakayama et Malene Skovbakke |
| 10 min           | Pénalités                                                            | 20 min           |                            | Arbitrage : Joy Tottman Miyuki Nakayama et Malene Skovbakke |
| 43               | Tirs                                                                 | 5                |                            | Arbitrage : Joy Tottman Miyuki Nakayama et Malene Skovbakke |

| 18 février 2010 | États-Unis | 6-0 (4-0, 1-0, 1-0) | Finlande | UBC Winter Sports Centre 5 398 spectateurs |

| Feuille de match | Feuille de match | Feuille de match        | Feuille de match | Feuille de match                                             |
| ---------------- | --- | ----------------------- | ---------------- | ------------------------------------------------------------ |
|                  | Chu (Ruggiero) — 8 min 8 s Engstrom (M. Lamoureux) — 10 min 47 s (SN) Duggan (Darwitz, Marvin) — 11 min 29 s Darwitz (Engstrom, Chesson) — 18 min 3 s Knight (Darwitz) — 31 min 48 s Thatcher (J. Lamoureux, Ruggiero) — 58 min 22 s | 1-0 2-0 3-0 4-0 5-0 6-0 |                  | Arbitrage : Aina Høve Zuzana Arazimova et Heather Richardson |
| Vetter           | Gardiens | Räty                    |                  | Arbitrage : Aina Høve Zuzana Arazimova et Heather Richardson |
| 12 min           | Pénalités | 6 min                   |                  | Arbitrage : Aina Høve Zuzana Arazimova et Heather Richardson |
| 42               | Tirs | 23                      |                  | Arbitrage : Aina Høve Zuzana Arazimova et Heather Richardson |

| 18 février 2010 | Chine | 1-2 (0-0, 1-2, 0-0) | Russie | UBC Winter Sports Centre 5 391 spectateurs |

| Feuille de match | Feuille de match        | Feuille de match | Feuille de match                                                                                  | Feuille de match                                                    |
| ---------------- | ----------------------- | ---------------- | ------------------------------------------------------------------------------------------------- | ------------------------------------------------------------------- |
|                  | Jin (Sun) — 37 min 38 s | 0-1 0-2 1-2      | Smolentseva (Kapoustina, Khomitch) — 24 min 23 s Serguina (Bourina, Permiakova) — 36 min 2 s (SN) | Arbitrage : Mary Anne Gage Meghan Margaret Hishmeh et Anna Majapuro |
| Shi              | Gardiens                | Gachennikova     |                                                                                                   | Arbitrage : Mary Anne Gage Meghan Margaret Hishmeh et Anna Majapuro |
| 4 min            | Pénalités               | 12 min           |                                                                                                   | Arbitrage : Mary Anne Gage Meghan Margaret Hishmeh et Anna Majapuro |
| 22               | Tirs                    | 39               |                                                                                                   | Arbitrage : Mary Anne Gage Meghan Margaret Hishmeh et Anna Majapuro |

| Clt   | Équipe     | PJ | V | VP | D | DP | BP | BC | Diff | Pts |
| ----- | ---------- | -- | - | -- | - | -- | -- | -- | ---- | --- |
| +001, | États-Unis | 3  | 3 | 0  | 0 | 0  | 31 | 1  | +30  | 9   |
| +002, | Finlande   | 3  | 2 | 0  | 1 | 0  | 7  | 8  | -1   | 6   |
| +003, | Russie     | 3  | 1 | 0  | 2 | 0  | 3  | 19 | -16  | 3   |
| +004, | Chine      | 3  | 0 | 0  | 3 | 0  | 3  | 16 | -13  | 0   |

- Qualifiés pour les demi-finales
- Reversés dans les matchs de classement pour la 5e place

### Séries éliminatoires

#### Matchs de classements
| 20 février 2010 | Suisse | 6-0 (2-0, 2-0, 2-0) | Chine | UBC Winter Sports Centre, Vancouver 5 454 spectateurs |

| Feuille de match   | Feuille de match | Feuille de match                                               | Feuille de match | Feuille de match                        |
| ------------------ | --- | -------------------------------------------------------------- | ---------------- | --------------------------------------- |
|                    | Lehmann (S. Marty) - 7 min 2 s S. Marty - 7 min 53 s Nussbaum (J. Marty, Lehmann) (SN) - 37 min 12 s S. Marty (Lehmann, Leimgruber) - 39 min 44 s S. Marty (Lehmann, Meier) - 54 min 54 s S. Marty (Leimgruber, Benz) | 1-0 2-0 3-0 4-0 5-0 6-0                                        |                  | Arbitrage : Wrazidlo Nakayama Skovbakke |
| Florence Schelling | Gardiens | Yao Shi (sortie à 7 min 53 s) Dandan Jia (entrée à 7 min 53 s) |                  | Arbitrage : Wrazidlo Nakayama Skovbakke |
| 16 min             | Pénalités | 6 min                                                          |                  | Arbitrage : Wrazidlo Nakayama Skovbakke |
| 49                 | Tirs | 21                                                             |                  | Arbitrage : Wrazidlo Nakayama Skovbakke |

| 20 février 2010 | Russie | 4-2 (2-0, 1-1, 1-1) | Slovaquie | UBC Winter Sports Centre, Vancouver 5 488 spectateurs |

| Feuille de match   | Feuille de match | Feuille de match        | Feuille de match                                                             | Feuille de match                     |
| ------------------ | --- | ----------------------- | ---------------------------------------------------------------------------- | ------------------------------------ |
|                    | Sotnikova (Lebedeva) - 7 min 34 s Gavrilova (Serguina, Smolentseva)(SN) - 18 min 16 s Terenteva (Kapoustina, Dioubanok) (IN) - 33 min 45 s Gavrilova - 50 min 26 s | 1-0 2-0 2-1 3-1 3-2 4-2 | Pravlikova (Velickova)(SN) - 23 min 24 s Terenteva (Velickova) - 40 min 31 s | Arbitrage : Aina Hove Floeden Rumble |
| Irina Gachennikova | Gardiens | Zuzana Tomcikova        |                                                                              | Arbitrage : Aina Hove Floeden Rumble |
| 8 min              | Pénalités | 8 min                   |                                                                              | Arbitrage : Aina Hove Floeden Rumble |
| 43                 | Tirs | 19                      |                                                                              | Arbitrage : Aina Hove Floeden Rumble |

#### Match pour la7eplace
| 22 février 2010 | Chine | 3-1 (0-1, 1-0, 2-0) | Slovaquie | UBC Winter Sports Centre, Vancouver 5 284 spectateurs |

| Feuille de match | Feuille de match                                                                                    | Feuille de match | Feuille de match                              | Feuille de match                     |
| ---------------- | --------------------------------------------------------------------------------------------------- | ---------------- | --------------------------------------------- | ------------------------------------ |
|                  | Wang L. (Yu, Jiang) - 37 min 15 s Sun (Zhang S., Jin) - 45 min 4 s Wang L. (Zhang B.) - 51 min 44 s | 0-1 1-1 2-1 3-1  | 10 min 37 s - Pravlíková (Jurčová, Veličková) | Arbitrage : Tottman Hishmeh Majapuro |
| Shi Yao          | Gardiens                                                                                            | Zuzana Tomčíková |                                               | Arbitrage : Tottman Hishmeh Majapuro |
| 4 min            | Pénalités                                                                                           | 6 min            |                                               | Arbitrage : Tottman Hishmeh Majapuro |
| 32               | Tirs                                                                                                | 21               |                                               | Arbitrage : Tottman Hishmeh Majapuro |

#### Match pour la5eplace
| 22 février 2010 | Suisse | 2-1 (TB) (0-1, 1-0, 0-0, 0-0, 1-0) | Russie | UBC Winter Sports Centre, Vancouver 5 412 spectateurs |

| Feuille de match   | Feuille de match                                          | Feuille de match   | Feuille de match                              | Feuille de match                    |
| ------------------ | --------------------------------------------------------- | ------------------ | --------------------------------------------- | ----------------------------------- |
|                    | 34 min 11 s, Marty (Nussbaum, Meyer) SN 70 min 0 s, Marty | 0-1 1-1 2-1        | 9 min 15 s, Bourina (Serguina, Permiakova) SN | Arbitrage : Sipila Arazimova Rumble |
| Florence Schelling | Gardiens                                                  | Irena Gachennikova |                                               | Arbitrage : Sipila Arazimova Rumble |
| 10 min             | Pénalités                                                 | 16 min             |                                               | Arbitrage : Sipila Arazimova Rumble |
| 27                 | Tirs                                                      | 33                 |                                               | Arbitrage : Sipila Arazimova Rumble |

#### Demi-finales
| 22 février 2010 | Suède | 1-9 (0-2, 1-3, 0-4) | États-Unis | Canada Hockey Place, Vancouver 16 021 spectateurs |

| Feuille de match | Feuille de match                        | Feuille de match                        | Feuille de match | Feuille de match                     |
| ---------------- | --------------------------------------- | --------------------------------------- | --- | ------------------------------------ |
|                  | Winberg (Jordansson) (SN) - 29 min 34 s | 1-0 2-0 3-0 4-0 4-1 5-1 6-1 7-1 8-1 9-1 | 7 min 14 s - M. Lamoureux (Potter, Knight) 8 min 23 s - Duggan (Cahow, Stack) (SN) 23 min 22 s - Ruggiero (J. Lamoureux) 25 min 58 s - Cahow (Thatcher) 33 min 35 s - Thatcher (J. Lamoureux, Lawler) 45 min 59 s - M. Lamoureux (Potter, Engstrom) (SN) 47 min 15 s - Weiland (Lawler) 55 min 20 s - Stack (Chu, Engstrom) 57 min 19 s - M. Lamoureux (Knight) (SN) | Arbitrage : Gage Nakayama Richardson |
| Kim Martin       | Gardiens                                | Jessie Vetter                           | | Arbitrage : Gage Nakayama Richardson |
| 8 min            | Pénalités                               | 10 min                                  | | Arbitrage : Gage Nakayama Richardson |
| 46               | Tirs                                    | 12                                      | | Arbitrage : Gage Nakayama Richardson |

| 22 février 2010 | Canada | 5-0 (0-2, 0-1, 0-2) | Finlande | Canada Hockey Place, Vancouver 16 324 spectateurs |

| Feuille de match | Feuille de match | Feuille de match    | Feuille de match | Feuille de match                       |
| ---------------- | ---------------- | ------------------- | --- | -------------------------------------- |
|                  |                  | 0-1 0-2 0-3 0-4 0-5 | 5 min 22 s – Piper (Agosta, Hefford) 14 min 36 s – Irwin 36 min 21 s – Agosta (Bonhomme, Hefford) 44 min 23 s – Irwin (Johnston, Vaillancourt) 58 min 57 s – Ouellette (Poulin) (IN) | Arbitrage : Hertrich Rolstad Skovbakke |
| Noora Räty       | Gardiens         | Shannon Szabados    | | Arbitrage : Hertrich Rolstad Skovbakke |
| 10 min           | Pénalités        | 12 min              | | Arbitrage : Hertrich Rolstad Skovbakke |
| 50               | Tirs             | 11                  | | Arbitrage : Hertrich Rolstad Skovbakke |

#### Match pour la médaille de bronze
| 25 février 2010 | Finlande | 3-2 (pr) (0-0, 2-1, 0-1, 1-0) | Suède | Canada Hockey Place, Vancouver 16 398 spectateurs |

| Feuille de match | Feuille de match                                                                                    | Feuille de match    | Feuille de match                                                                           | Feuille de match                        |
| ---------------- | --------------------------------------------------------------------------------------------------- | ------------------- | ------------------------------------------------------------------------------------------ | --------------------------------------- |
|                  | 24 min 24 s, Pelttari 36 min 2 s, Karvinen (Välimäki) 62 min 33 s, Rantamäki (Tuominen, Hiirikoski) | 1-0 1-1 2-1 2-2 3-2 | 32 min 24 s, Rooth (Jordansson, Eliasson) SN 45 min 9 s, Rundqvist (Andersson, Holmlöv) SN | Arbitrage : Hertrich Nakayama Skovbakke |
| Noora Räty       | Gardiens                                                                                            | Sara Grahn          |                                                                                            | Arbitrage : Hertrich Nakayama Skovbakke |
| 14 min           | Pénalités                                                                                           | 12 min              |                                                                                            | Arbitrage : Hertrich Nakayama Skovbakke |
| 24               | Tirs                                                                                                | 18                  |                                                                                            | Arbitrage : Hertrich Nakayama Skovbakke |

#### Match pour la médaille d'or
| 25 février 2010 | Canada | 2-0 (2-0, 0-0, 0-0) | États-Unis | Canada Hockey Place, Vancouver 16 805 spectateurs |

| Feuille de match | Feuille de match                                             | Feuille de match | Feuille de match | Feuille de match                    |
| ---------------- | ------------------------------------------------------------ | ---------------- | ---------------- | ----------------------------------- |
|                  | 13 min 55 s, Poulin (Botterill) 16 min 47 s, Poulin (Agosta) | 1-0 2-0          |                  | Arbitrage : Hove Richardson Rolstad |
| Shannon Szabados | Gardiens                                                     | Jessie Vetter    |                  | Arbitrage : Hove Richardson Rolstad |
| 12 min           | Pénalités                                                    | 10 min           |                  | Arbitrage : Hove Richardson Rolstad |
| 29               | Tirs                                                         | 28               |                  | Arbitrage : Hove Richardson Rolstad |

### Meilleures pointeuses
| Joueuse             | Équipe     | PJ | B | A | Pts | +/− | PUN |
| ------------------- | ---------- | -- | - | - | --- | --- | --- |
| Meghan Agosta       | Canada     | 5  | 9 | 6 | 15  | +14 | 2   |
| Jayna Hefford       | Canada     | 5  | 5 | 7 | 12  | +15 | 8   |
| Stefanie Marty      | Suisse     | 5  | 9 | 2 | 11  | +4  | 6   |
| Jenny Potter        | États-Unis | 5  | 6 | 5 | 11  | +8  | 2   |
| Natalie Darwitz     | États-Unis | 5  | 4 | 7 | 11  | +6  | 0   |
| Caroline Ouellette  | Canada     | 5  | 2 | 9 | 11  | +12 | 2   |
| Hayley Wickenheiser | Canada     | 5  | 2 | 9 | 11  | +14 | 0   |
| Cherie Piper        | Canada     | 5  | 5 | 5 | 10  | +12 | 0   |
| Monique Lamoureux   | États-Unis | 5  | 4 | 6 | 10  | +7  | 2   |
| Kelli Stack         | États-Unis | 5  | 3 | 5 | 8   | +4  | 2   |
| Sarah Vaillancourt  | Canada     | 5  | 3 | 5 | 8   | +7  | 6   |

### Meilleures gardiennes
| Spieler            | Team       | PJ | Min          | BC | BL | Moy  | %Arr  |
| ------------------ | ---------- | -- | ------------ | -- | -- | ---- | ----- |
| Shannon Szabados   | Canada     | 3  | 180 min 0 s  | 1  | 2  | 0,33 | 98,04 |
| Jessie Vetter      | États-Unis | 4  | 239 min 50 s | 3  | 2  | 0,75 | 95,77 |
| Florence Schelling | Suisse     | 5  | 301 min 55 s | 16 | 1  | 3,18 | 90,91 |
| Irina Gachennikova | Russie     | 4  | 250 min 0 s  | 10 | 0  | 2,40 | 90,20 |
| Shi Yao            | Chine      | 5  | 247 min 53 s | 19 | 0  | 4,60 | 88,82 |

### Honneurs

#### Équipe d'étoiles élue par les médias
- Gardienne : Shannon Szabados (Canada)
- Défenseurs : Angela Ruggiero (États-Unis) et Molly Engstrom (États-Unis)
- Attaquantes : Meghan Agosta (Canada), Jenny Potter (États-Unis) et Marie-Philip Poulin (Canada)

#### Meilleures joueuses
- Meilleure joueuse : Meghan Agosta (Canada)
- Meilleure gardienne : Shannon Szabados (Canada)
- Meilleur défenseure : Molly Engstrom (États-Unis)
- Meilleure attaquante : Meghan Agosta (Canada)

### Classement final
| Place                               | Équipe     |
| ----------------------------------- | ---------- |
| Médaille d'or, Jeux olympiques      | Canada     |
| Médaille d'argent, Jeux olympiques  | États-Unis |
| Médaille de bronze, Jeux olympiques | Finlande   |
| 4                                   | Suède      |
| 5                                   | Suisse     |
| 6                                   | Russie     |
| 7                                   | Chine      |
| 8                                   | Slovaquie  |